# Antonio Aguiar
Antonio Aguiar (Canoinhas, 31 de outubro de 1952) é um médico e político brasileiro, filiado ao Partido do Movimento Democrático Brasileiro (PMDB).

## Vida
Formado em medicina pela Universidade de Caxias do Sul.

## Carreira
Foi deputado à Assembleia Legislativa de Santa Catarina na 14ª legislatura (1999 — 2003), na 15ª legislatura (2003 — 2007), na 16ª legislatura (2007 — 2011) e na 17ª legislatura (2011 — 2015). Nas eleições de 2014, em 5 de outubro, foi reeleito deputado estadual para a 18ª legislatura (2015 — 2019).